# Style breton
 (novembre 2012).
Si vous disposez d'ouvrages ou d'articles de référence ou si vous connaissez des sites web de qualité traitant du thème abordé ici, merci de compléter l'article en donnant les références utiles à sa vérifiabilité et en les liant à la section « Notes et références ».
Le style breton est un style d'influence régionale bretonne, particulièrement répandu dans la partie bretonnante de la province, et inspiré de motifs traditionnels bretons : il concerne surtout le mobilier. Ce style a connu un regain d'intérêt à la Belle Époque et pendant l'entre-deux-guerres lors de l'essor des mouvements régionalistes bretons et un renouveau, avec par exemple le mouvement des Seiz Breur.

## Le mobilier de style breton traditionnel
- le lit-clos (gwele kloz) et son banc :

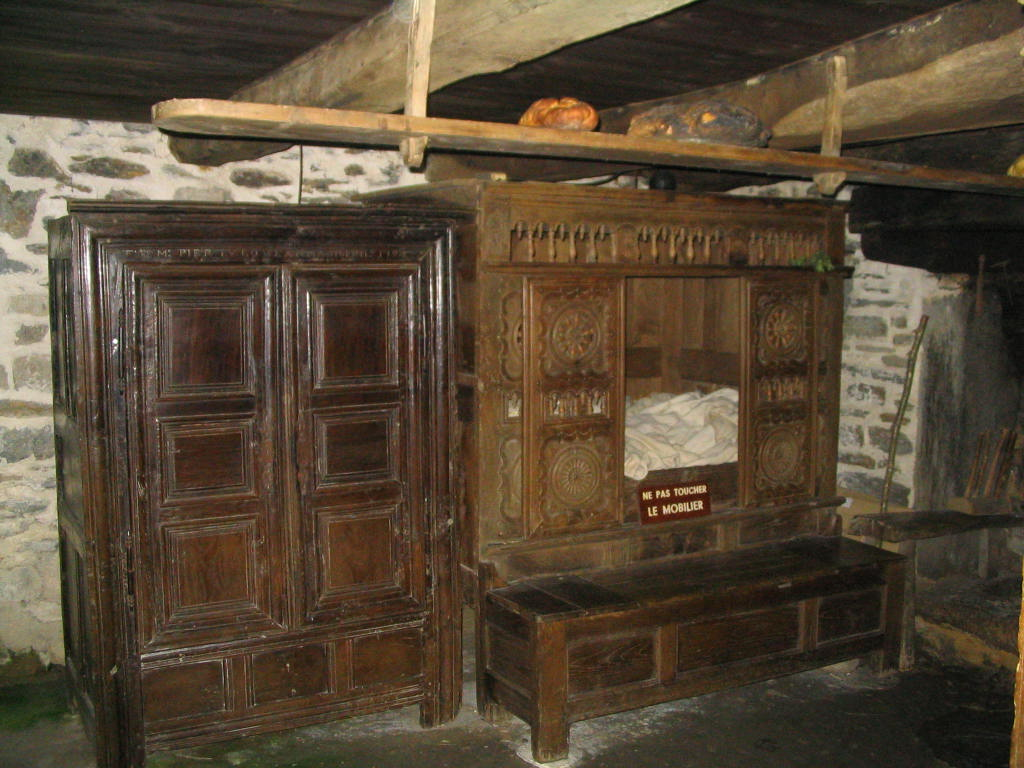
Lit-clos dans le Finistère (Maison Cornec à Saint-Rivoal).

Le lit-clos est un meuble traditionnel de la Bretagne, et l'est resté plus longtemps qu'ailleurs en Basse-Bretagne. Dans des logements habituellement constitués d'une seule pièce, abritant toute la maisonnée, le lit-clos permettait un peu d'intimité et conservait la chaleur de ses occupants l'hiver. Il pouvait être à deux niveaux ; dans ce cas, les jeunes dormaient à l'étage. Un banc-coffre se trouvait généralement devant le lit-clos, servant à la fois de marche-pied pour accéder au lit et de meuble de rangement pour le linge ; il pouvait aussi servir à déposer le berceau du dernier né.
C'était le meuble principal des maisons rurales bretonnes jusqu'au XXe siècle. Souvent sculpté et orné, il était une fierté pour ses propriétaires.
Ils mesuraient entre 1,60 et 1,70 m ; dimension suffisante pour les Bretons qui étaient assez petits et aussi parce qu'ils « couchaient presque assis, adossés à trois ou quatre oreillers. »,
La façade, dans sa construction comme dans son ornementation, est différente suivant la région à laquelle appartient le lit clos, certains étant à une porte coulissante, d'autres à deux portes coulissantes. Dans la région de Cancale, des lits-clos à étage ont existé. Parfois une niche sur la façade abritait une statuette pieuse. Des lits demi-clos ont existé dans les Côtes-d'Armor et le Morbihan, seule une partie de la façade étant alors close. Les lits à colonnes étaient plus fréquents en Haute-Bretagne (Ille-et-Vilaine, Loire-Atlantique).
Ne correspondant plus à la norme ni à la mode, les lits-clos ont été progressivement abandonnés aux XIXe et XXe siècles. De beaux exemplaires de ces meubles ont été placés dans les musées de Lampaul-Guimiliau, Nantes, Quimper, Rennes, Saint-Brieuc, etc., pendant que la plupart se voyaient plus ou moins reconvertis en bibliothèque, vaisselier ou en meuble-télé. Beaucoup ont suivi l'émigration bretonne un peu partout en Europe, ou ont été emportés chez eux par des touristes. Au XXIe siècle, des loueurs de gîtes proposent des nuits dans un authentique lit-clos.
On affirme parfois que les lits-clos avaient pour but de protéger leurs occupants des animaux domestiques (porcs, poules...) qui vivaient dans les chaumières avec les paysans. Et même des loups qui pouvaient parfois pénétrer dans les maisons pour s'emparer d'un nourrisson.

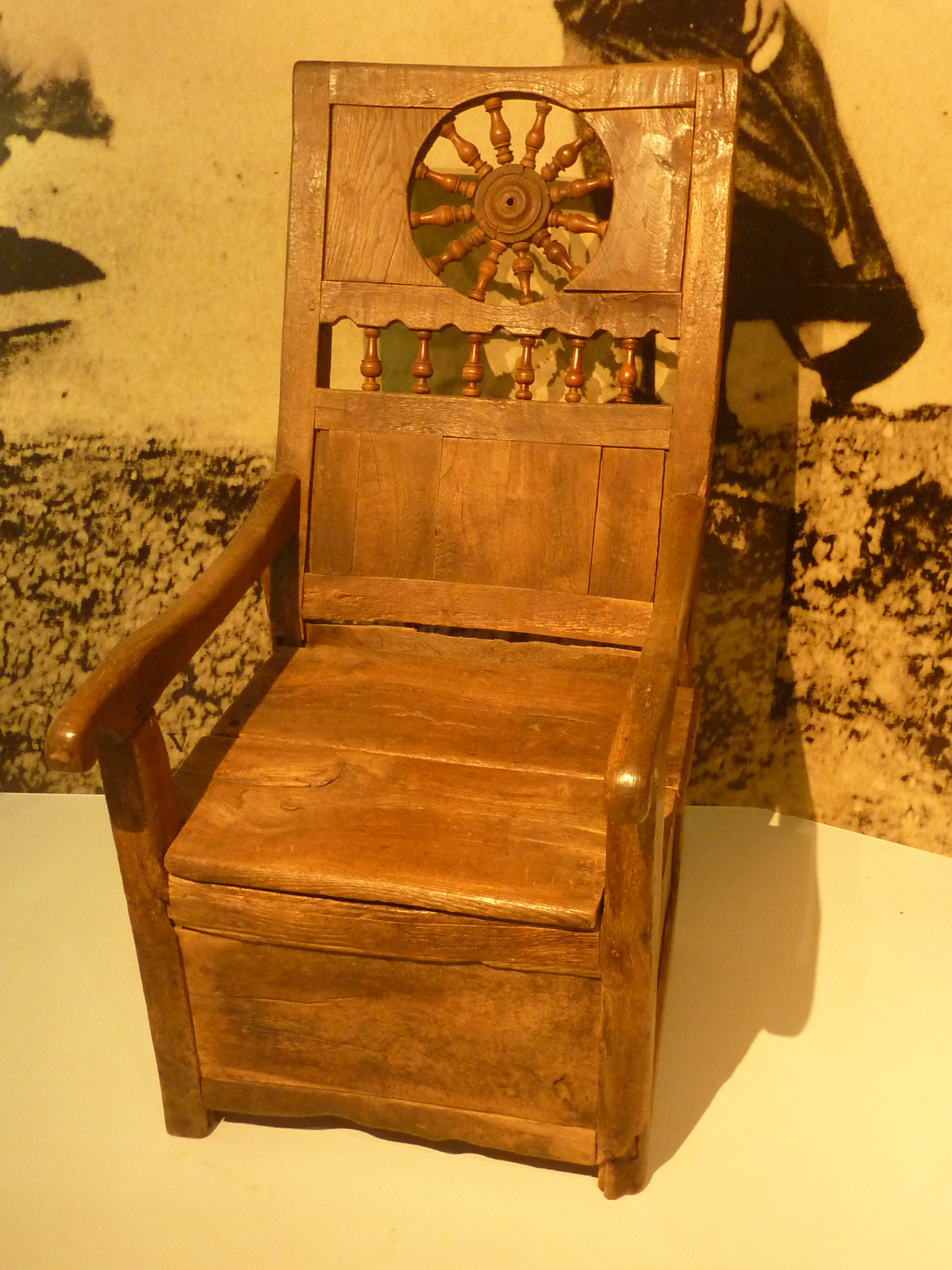
Fauteuil à sel Tad Coz (utilisé dans le Finistère, le coffre du fauteuil servait à stocker le sel).

- le vaisselier :
En Bretagne, c'était généralement des vaisseliers-égouttoirs, non munis d'une vitrine : la vaisselle exposée faisant la fierté de la ménagère.
- le banc de table :
Appelé en Basse-Bretagne bank-tossen ou bank-kazel, il est muni d'un dossier et d'accotoirs. Son dossier est fréquemment ajouré de fuseaux disposés en galeries ou en couronnes ; le dossier peut être très élevé, par exemple dans la région de Douarnenez où le banc de table est nommé bank-treustell[3].
- les bancs d'âtre : deux bancs à haut dossier et à pied de longueur inégale (adaptés à la hauteur de l'âtre sur lequel reposait deux des quatre pieds) étaient placés dans la cheminée de part et d'autre du foyer. Les vieux prenaient traditionnellement leur repas et séjournaient longuement sur ces bancs, au coin de l'âtre
- les petits meubles :
  - le garde-manger : petite armoire à grande porte, suspendue au plafond ou accrochée au mur, destinée à conserver la nourriture à l'abri des rongeurs et des mouches.
  - le porte-cuillers (paraihler) :  il était suspendu par une corde au-dessus de la table[3].

## Le renouveau du "style breton" dans la première moitié duXXesiècle

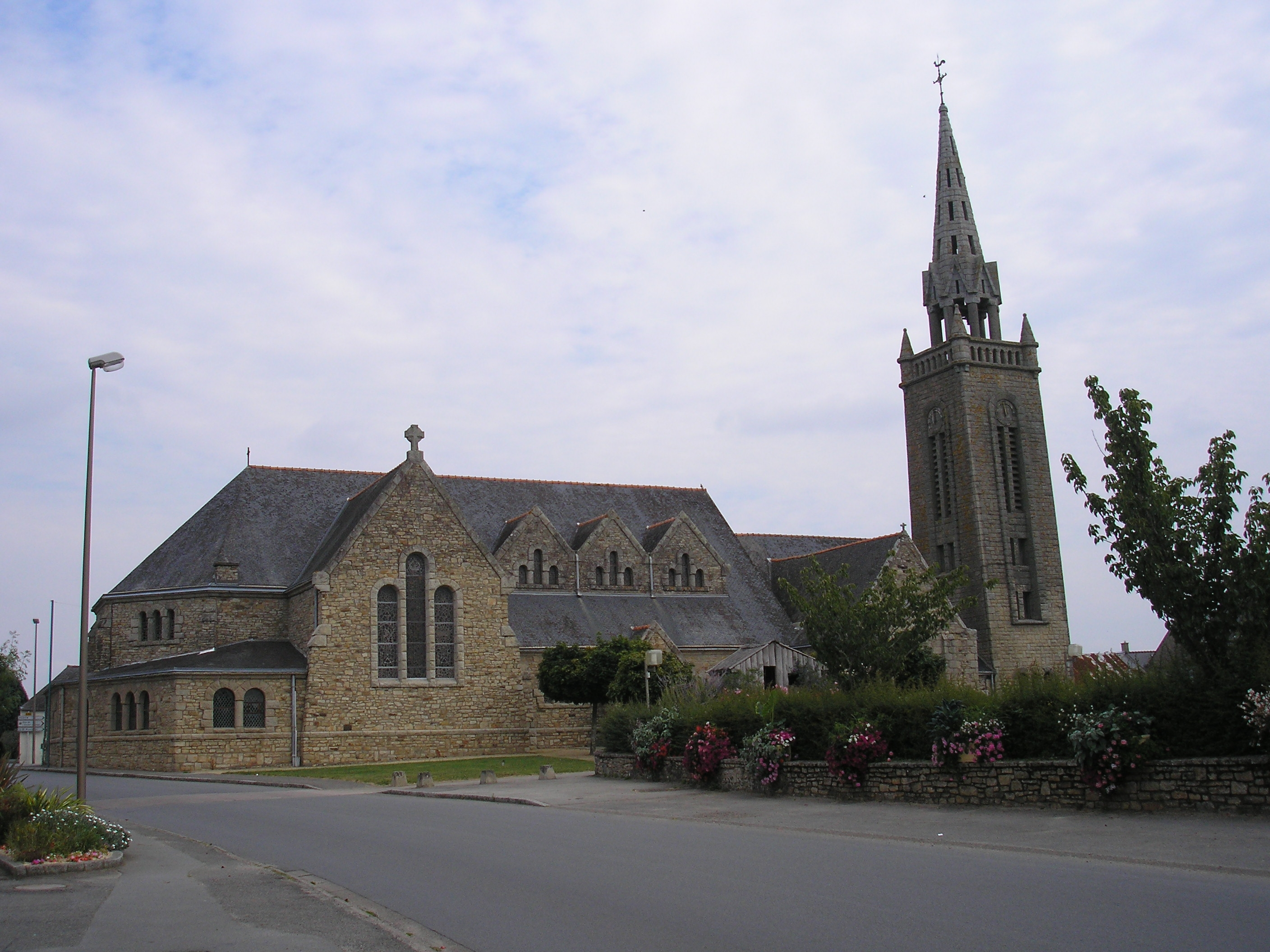
L'église Saint-Melaine de Rieux (Morbihan), construite par l'abbé Alphonse Thommerot et considérée comme un chef-d'œuvre du style néo-roman breton.

Influencé par le courant régionaliste breton, un renouveau et une mode du style breton se produisent dans la première moitié du XXe siècle, avec la volonté de créer un style breton moderne, mais s'inspirant de la mythologie celtique, aussi bien irlandaise que galloise, de la pensée traditionnelle celtique, du druidisme, du légendaire breton, tels les thèmes de Brocéliande ou du Cycle arthurien, ou des thèmes populaires comme l' Ankou, de l'histoire de la Bretagne, de la religion (scènes de pardons ou de pèlerinages, vie des saints traditionnels, y compris les saints bretons plus ou moins mythiques et « fondateurs » du monde celtique), de la vie quotidienne (thèmes traditionnels de la vie rurale ou maritime). Un sculpteur comme Alfred Ély-Monbet (1879-1915) en est un précurseur. Dans le Finistère principalement, l'architecte Charles Chaussepied construisit pendant les trois premières décennies du XXe siècle plusieurs villas de style régionaliste, notamment la villa Chez nous de Théodore Botrel à Pont-Aven.
Des militants politiques autonomistes bretons, souvent membres de mouvements tels l'Union régionaliste bretonne, le Bleun-Brug, Breiz Atao ou le Parti autonomiste breton tentent dans la première moitié du XXe siècle, de créer un style breton moderne, dit aussi style néo-breton ou style néo-roman breton ; parmi eux Jeanne Malivel, Olivier Mordrel, Yves Hémar (qui développa même un style anglo-breton lors de la construction de la station balnéaire de Sables-d'Or-les-Pins), Georges-Robert Lefort, James Bouillé, etc.
L'industriel Henri Dresch s'inspire lui aussi du style néo-breton lorsqu'il crée le domaine de Rochevilaine à la pointe de Pen Lan à Billiers dans le Morbihan.

### Le mouvement des Seiz Breur

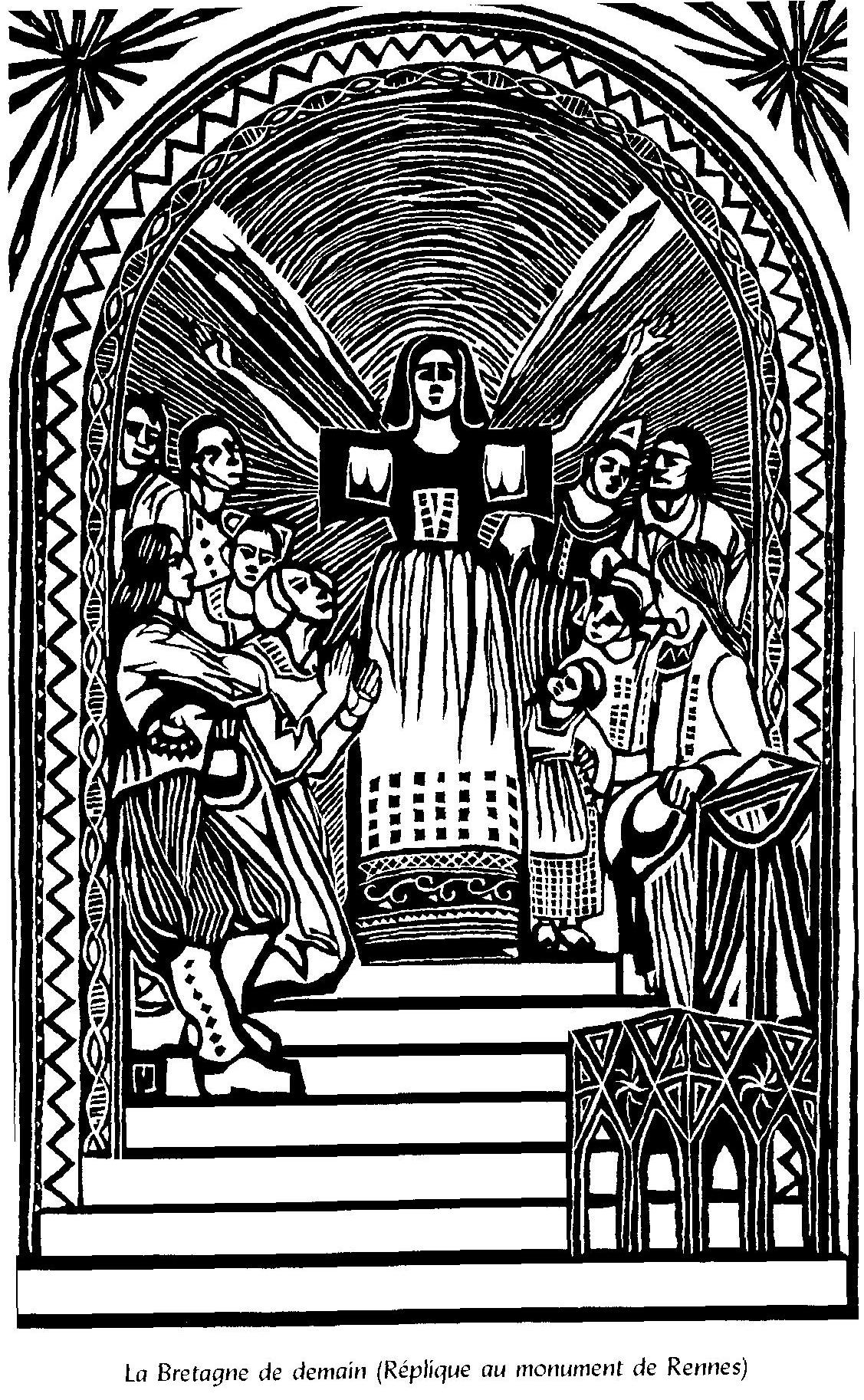
Illustration pour le livre "L'Histoire de Notre Bretagne", 1922, par Jeanne Malivel
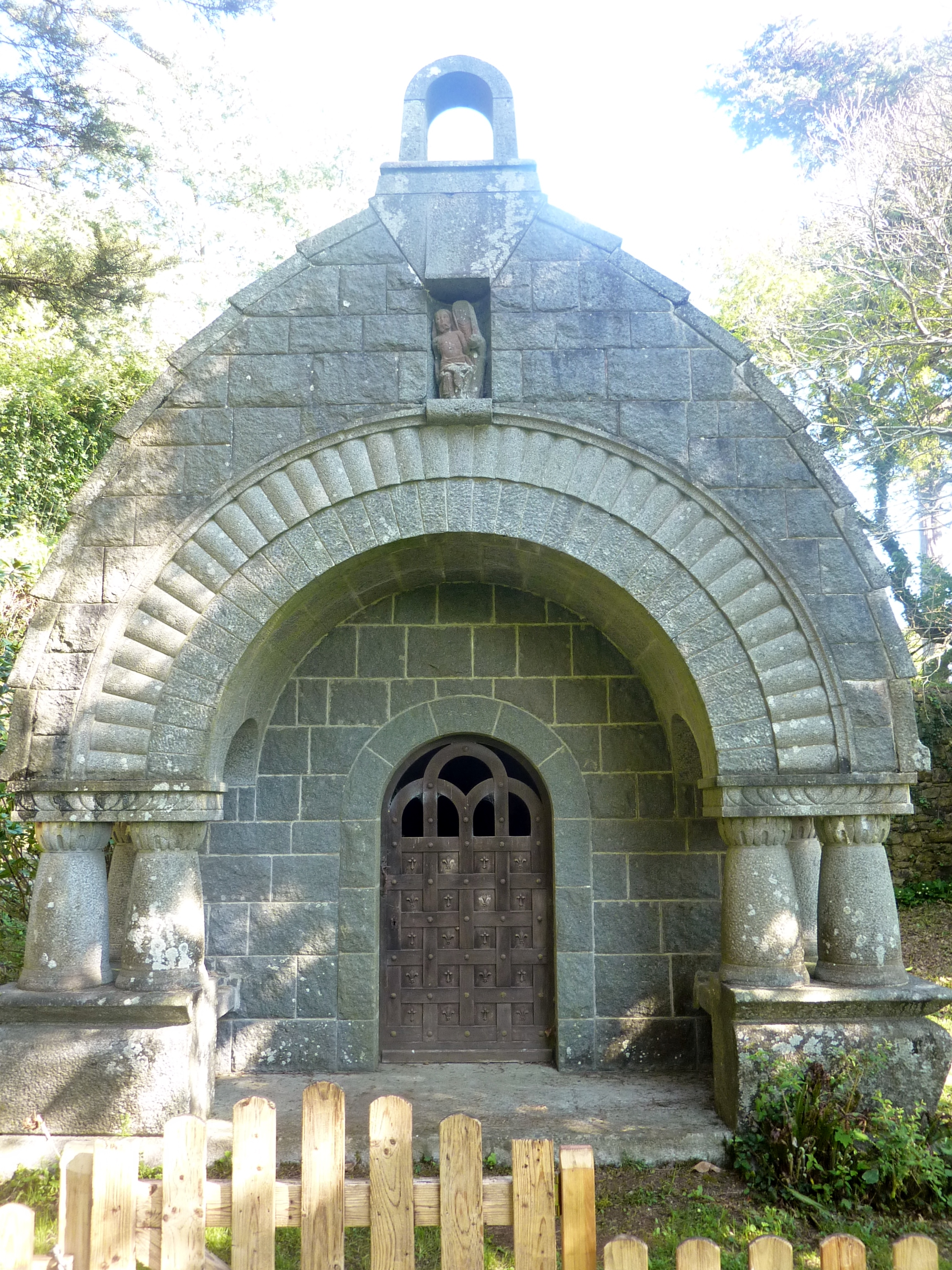
Île Tristan : la chapelle des Aviateurs de style néo-breton (construite en 1930 par Jacques Richepin en l'honneur de l'aviateur Dieudonné Costes).

### La chapelle de Koat-Keo à Scrignac
Construite en 1937 à Scrignac à l'initiative de l'abbé Perrot, fondateur du Bleun-Brug, elle est considérée comme un exemple significatif de la recherche d'une création architecturale bretonne moderne. James Bouillé, qui participa à la création du Parti autonomiste breton, tenta d'exprimer à travers toute son œuvre ses convictions de militant, en se faisant le chantre du renouveau de l'expression artistique bretonne. Cela s'est traduit, dans le cas précis de cette chapelle, par un style gothique modernisé, notamment pour le clocher et les baies, et la conception très moderne d'un porche largement ouvert, dans lequel se trouve un autel. Pour la décoration, James Bouillé fit appel au sculpteur Jules-Charles Le Bozec (1898-1973) et au maître-verrier Gevel Job pour les vitraux.

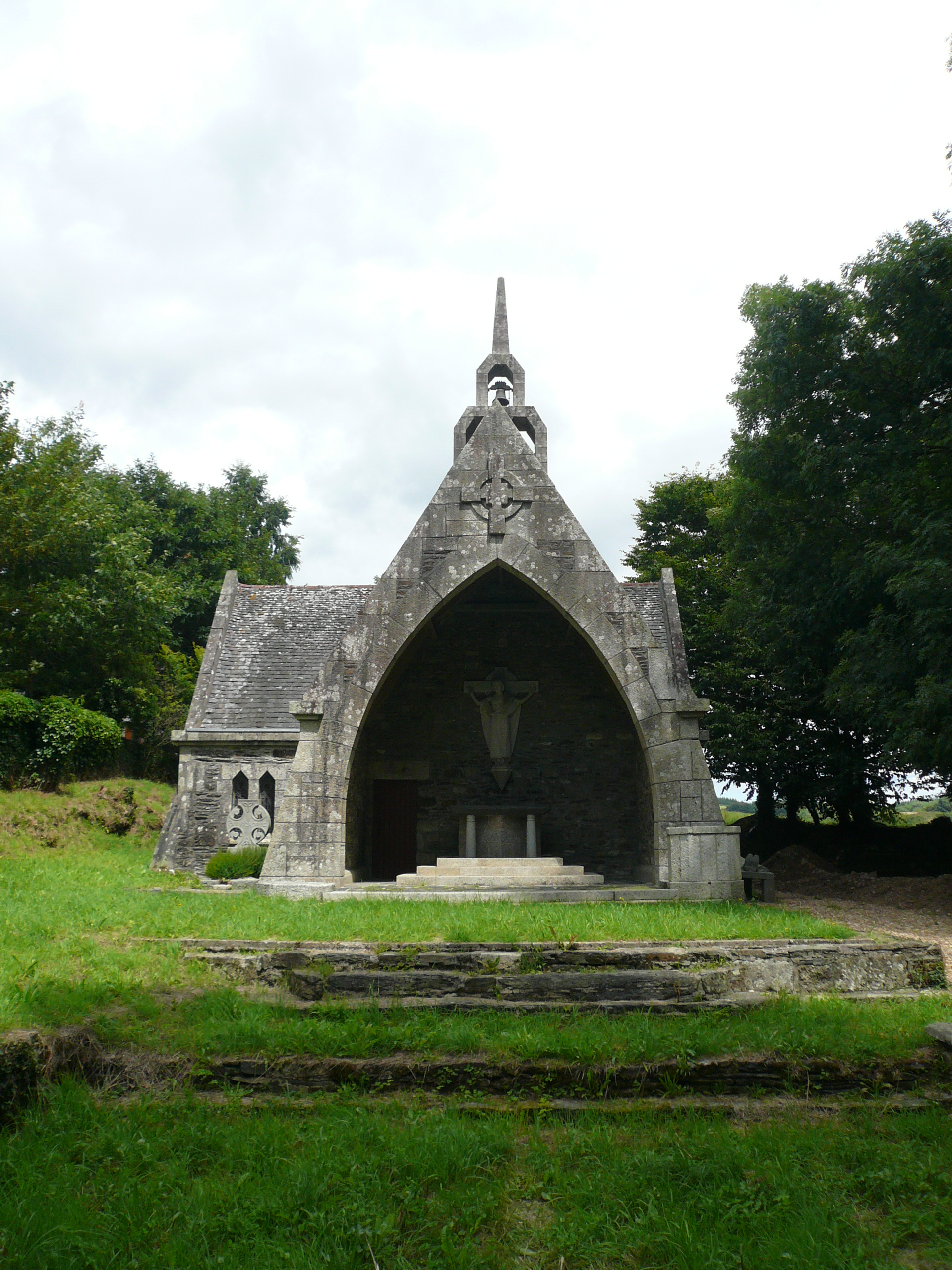
Chapelle de Koat-Keo : la façade principale.
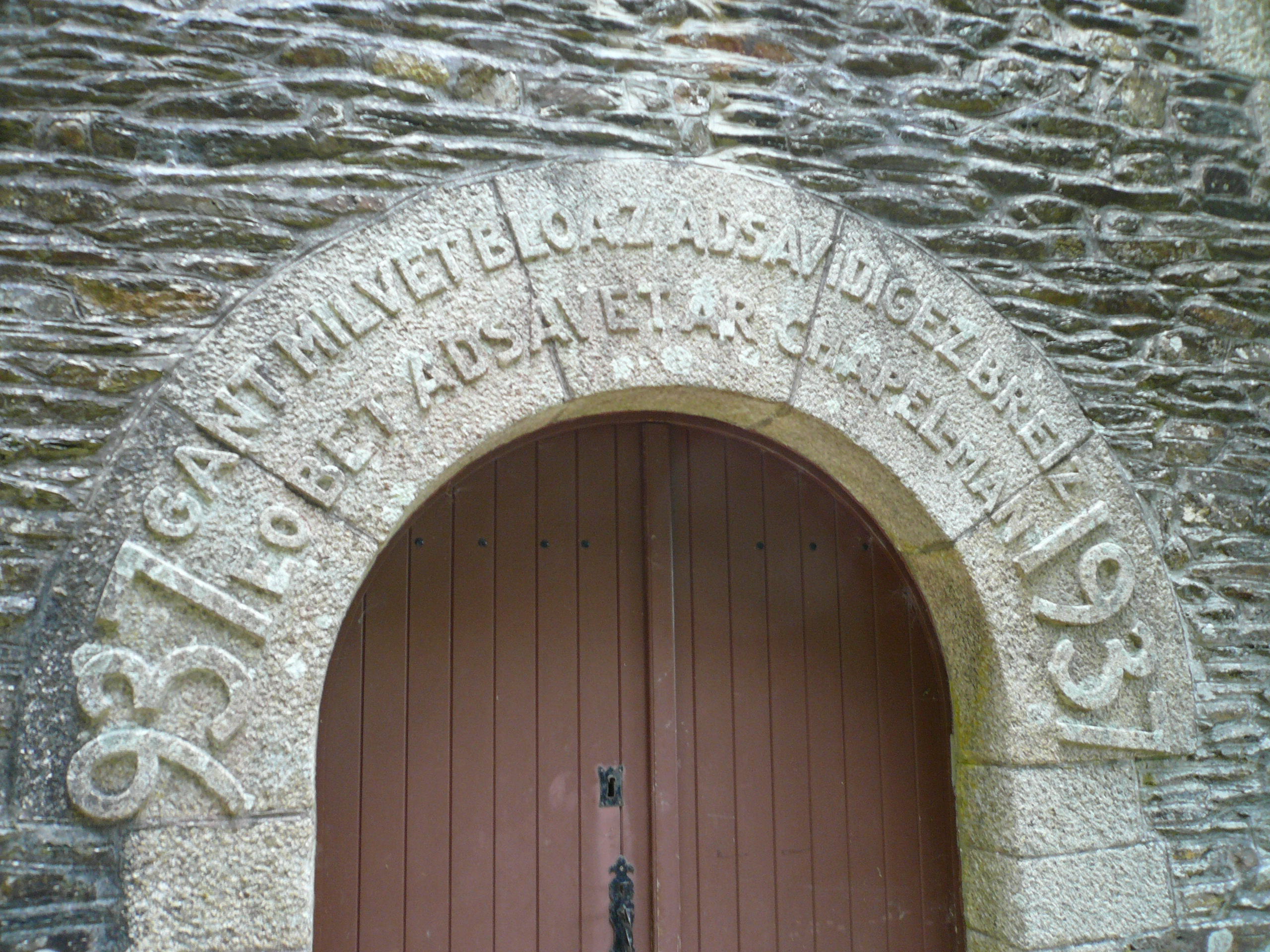
Chapelle de Koat-Keo : inscription en breton au-dessus de la porte Sud.

L'église Saint-Melaine de Rieux (Morbihan) et la chapelle Notre-Dame de l'Hermitage à Goven (Ille-et-Vilaine) sont d'autres exemples de ce style architectural régionaliste néo-roman breton.

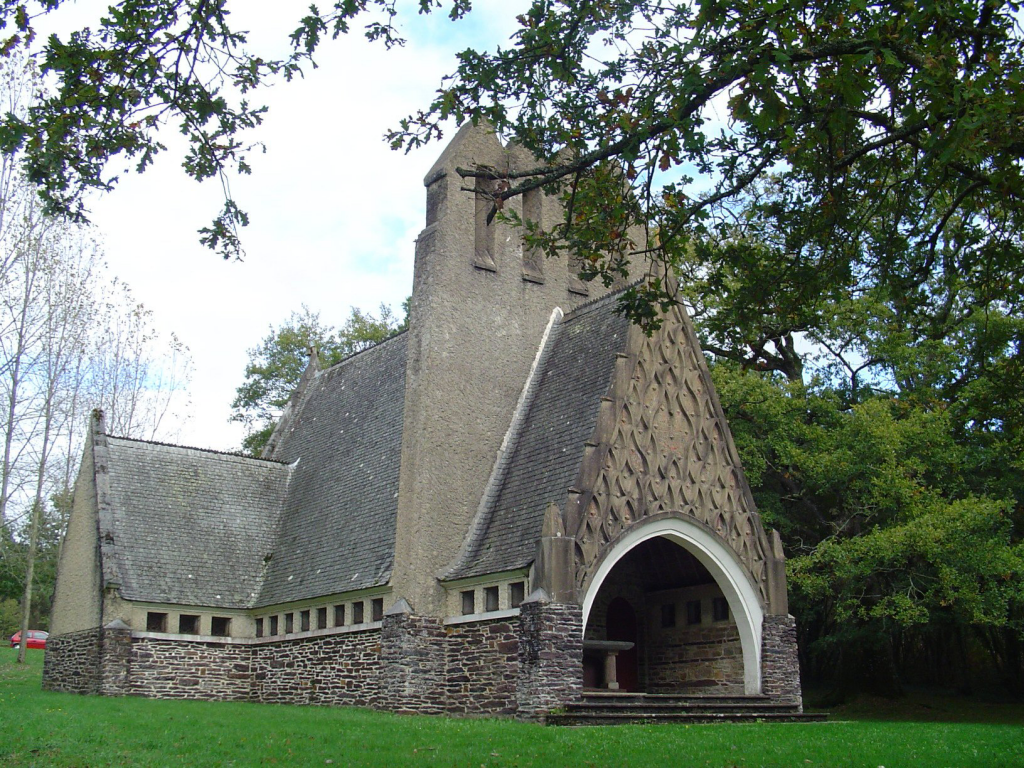
La chapelle Notre-Dame de l'Hermitage à Goven : vue d'ensemble.

### L'art populaire breton de la première moitié duXXesiècle

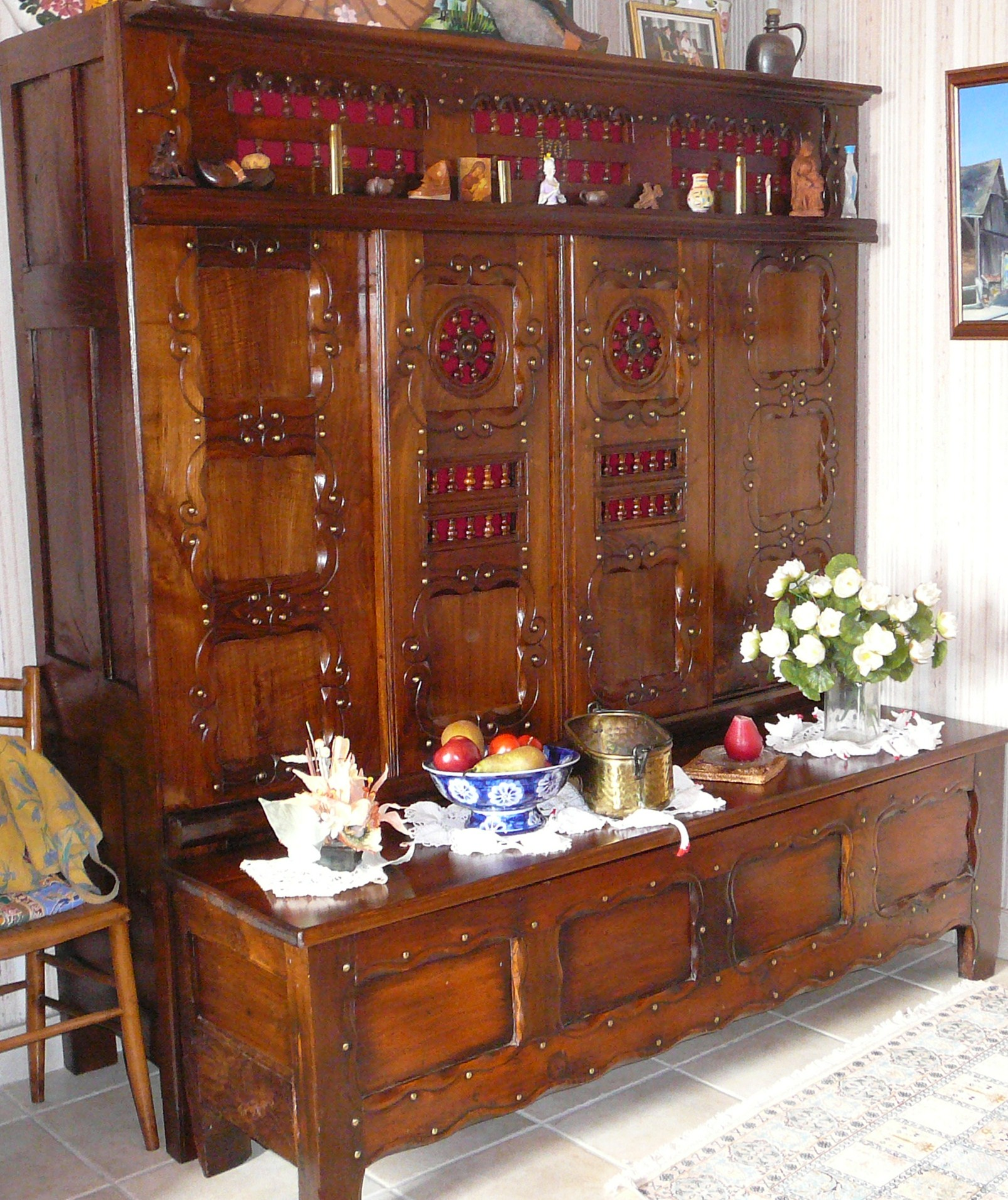
Un lit-clos à Botmeur (daté de 1901).
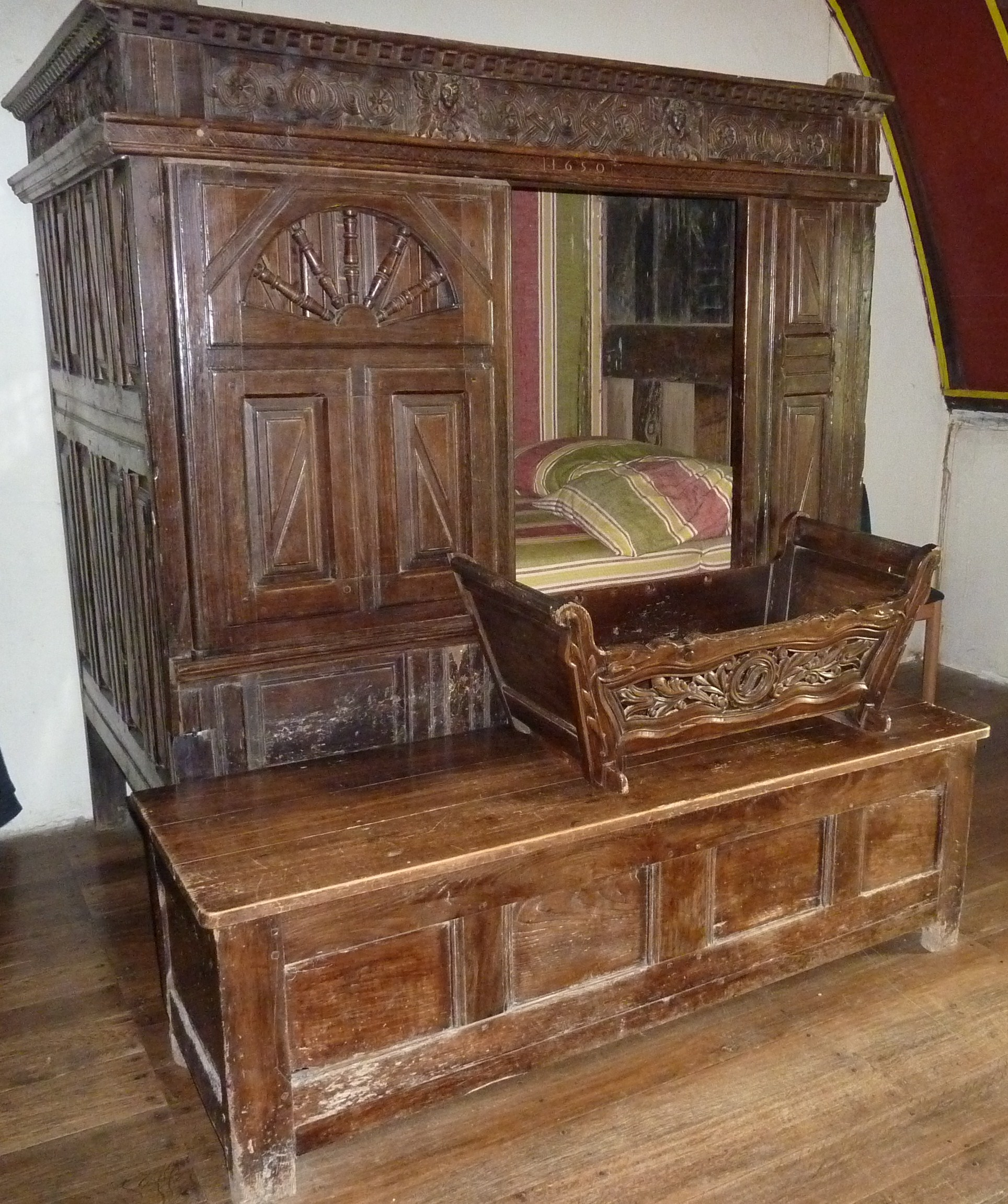
Château de Kerjean : lit-clos et son berceau.
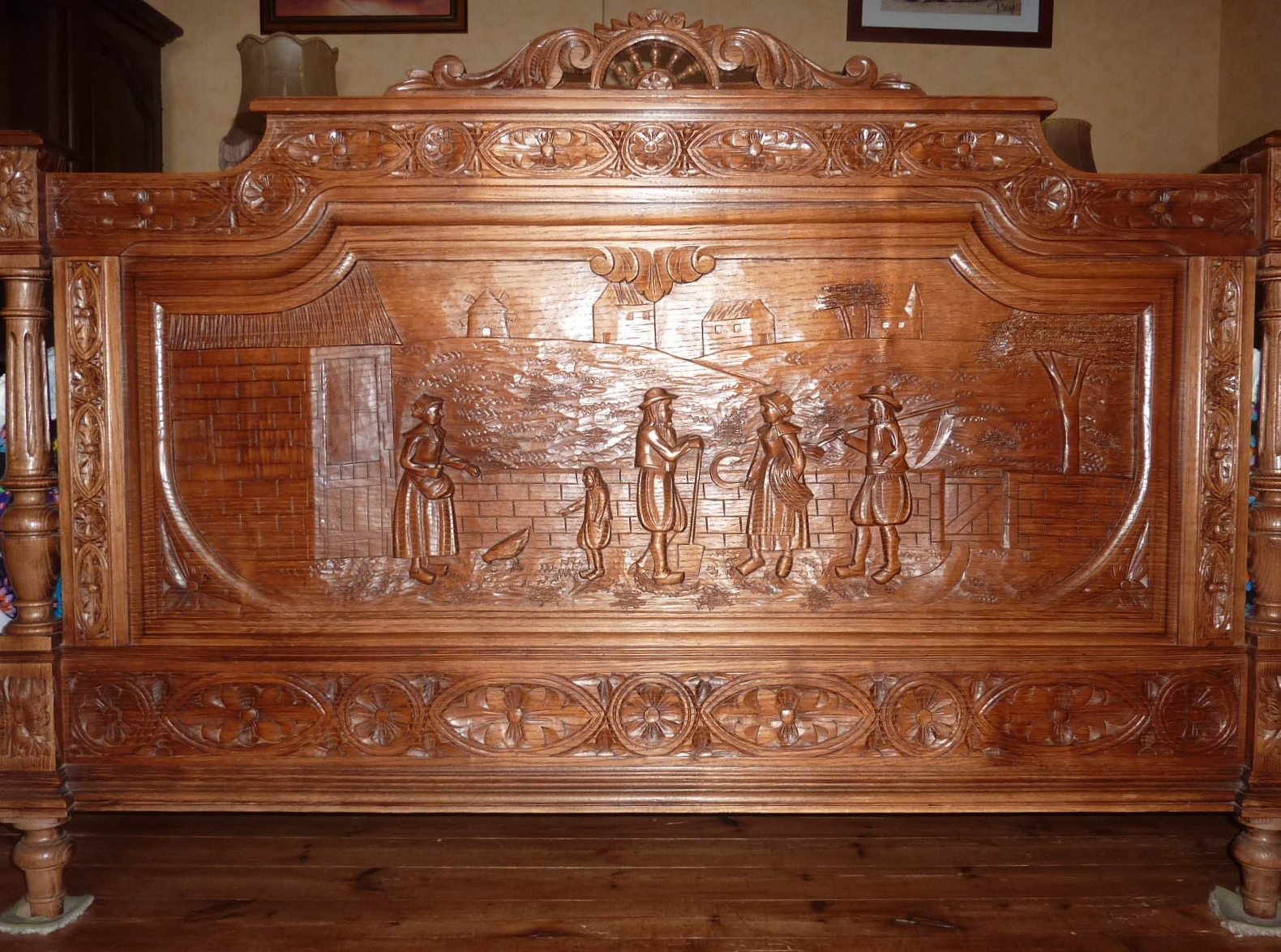
Pied de lit de "style breton" à Botmeur (décennie 1930).
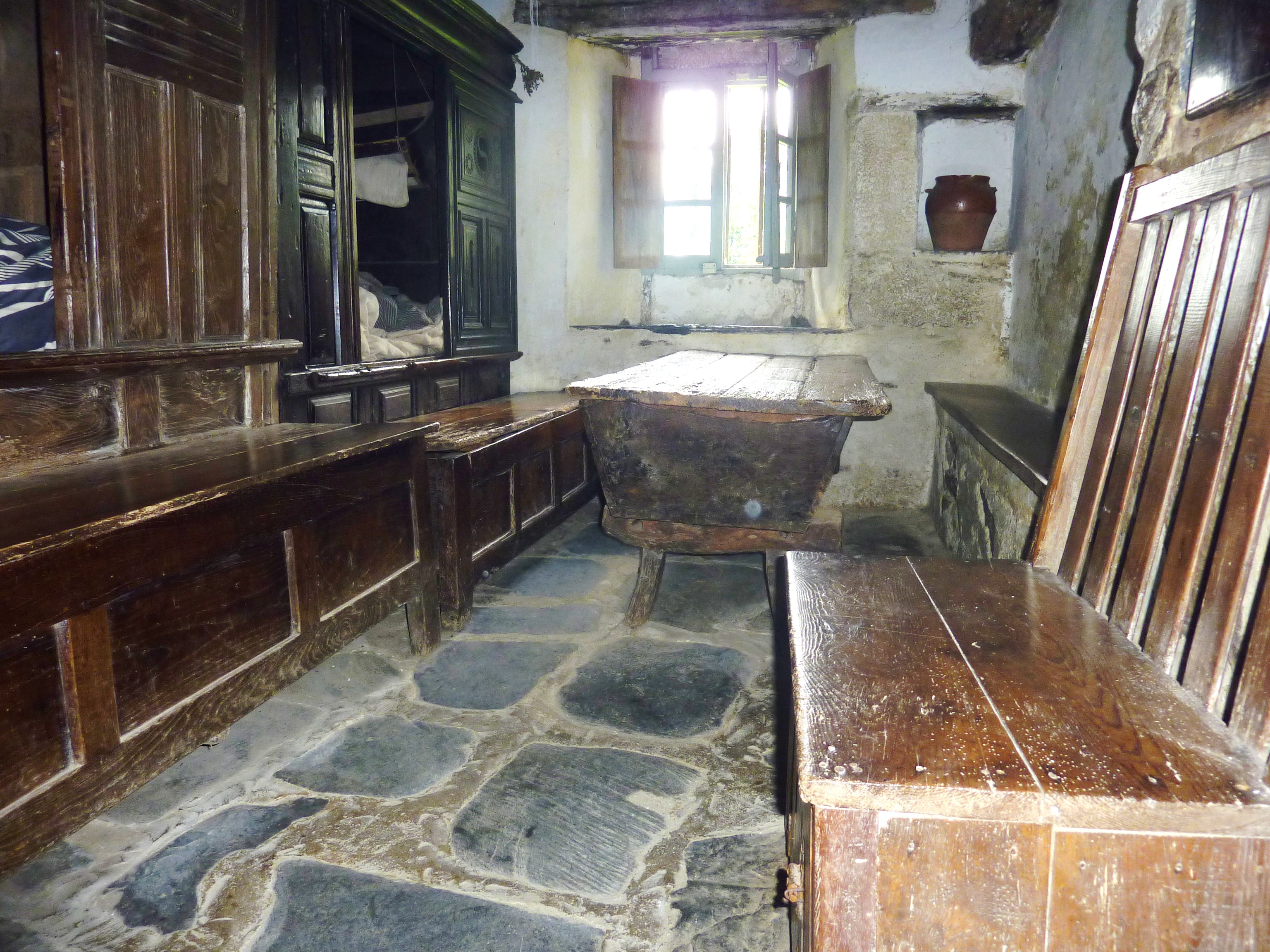
Commana (Moulins de Kerouat) : intérieur d'une pièce commune de style breton vers 1930 : lits-clos, bancs-coffres et table.
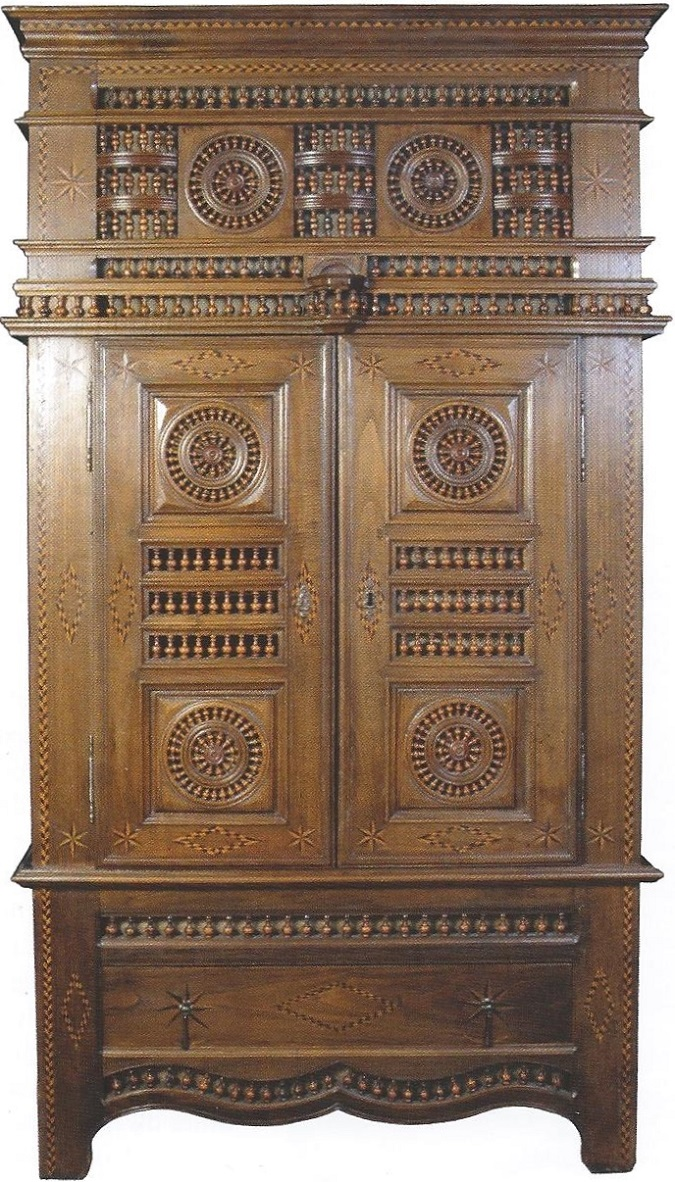
Armoire de style breton faite par Valentin Branthôme en 1924 (Musée des Beaux-Arts de Rennes).

## Le déclin du "style breton"

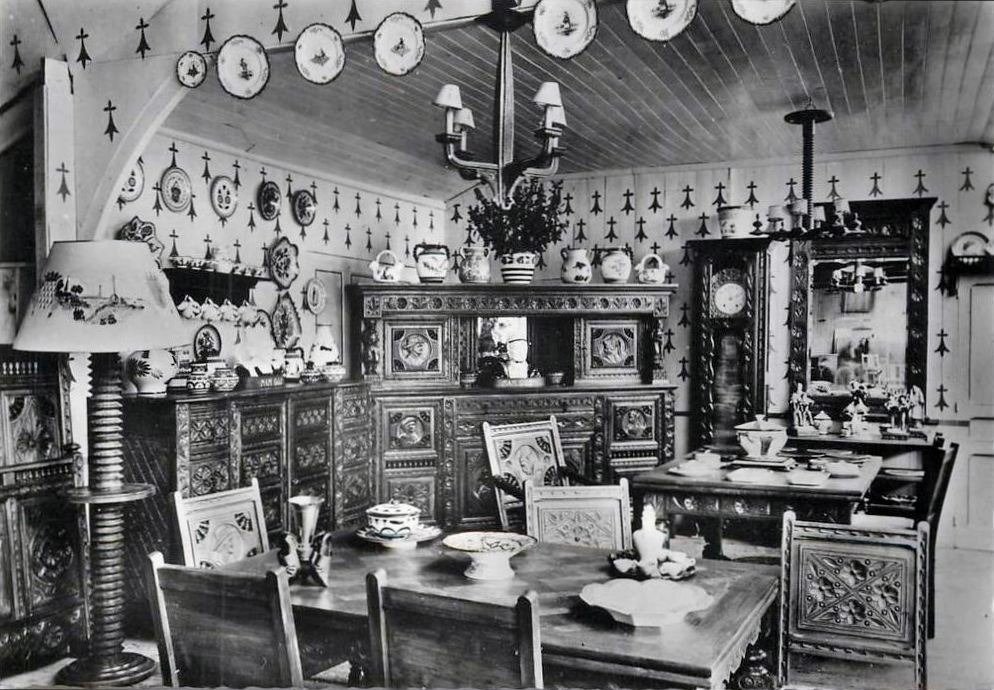
L'ancien musée de Caurel : intérieur en style breton (carte postale).

Après la Seconde Guerre mondiale, le style breton est passé de mode et est aujourd'hui presque abandonné par les jeunes générations, même si ce mobilier traditionnel se rencontre encore chez des personnes âgées, il est désormais surtout visible dans des musées tel le "Musée départemental breton" de Quimper.
C'est essentiellement dans le domaine musical que le style breton et la musique celtique connaissent désormais de grands succès avec la mode des festou-noz, des chanteurs comme Glenmor, Alan Stivell, Dan Ar Braz, Denez Prigent et de nombreux autres ainsi que par l'utilisation d'instruments de musique propres au monde celte comme la harpe celtique ou le biniou. Le succès du Festival interceltique de Lorient l'illustre également. Un compositeur comme Guy Ropartz s'est aussi inspiré du monde celte dans ses œuvres musicales.

La "Vallée des Saints" à Carnoët (Côtes-d'Armor) est un projet dont la construction est déjà bien commencée, d'édification d'une « Île de Pâques bretonne du troisième millénaire », un lieu de spiritualité honorant la mémoire collective bretonne, qui a vocation à accueillir d'importantes statues en granit (d'environ trois mètres de hauteur) à l'effigie de 1 000 saints bretons.